# Adam Olearius
Adam Olearius (rojen kot Adam Oehlschlaeger), nemški matematik, geograf, knjižničar in diplomat, *  16. avgust, 1603, Aschersleben, † 22. februar,  1671, Gottorp.
Olearius je najbolj znan kot diplomat Fredericka III. Holstein-Gottorpskega pri šahu Perzije. O svojih dogodivščinah v Perziji je napisal dve knjigi.